# Telmatoscopus subtilis
Telmatoscopus subtilis is een muggensoort uit de familie van de glansmuggen (Psychodidae). De wetenschappelijke naam van de soort is voor het eerst geldig gepubliceerd in 1960 door Quate.